# Гемера
Геме́ра (грец. Hemera) — дочка Нікс та Ереба; богиня, що уособлювала день і вважалася супутницею Геліоса.

## Інтернет-ресурси
- Theoi Project - Hemera